# Ausztria az 1976. évi téli olimpiai játékokon
Ausztria az Innsbruckban megrendezett 1976. évi téli olimpiai játékok házigazda nemzeteként vett részt a versenyeken. Az országot az olimpián 10 sportágban 77 sportoló képviselte, akik összesen 6 érmet szereztek.

## Érmesek
| Érem  | Versenyző                     | Sportág  | Versenyszám    |
| ----- | ----------------------------- | -------- | -------------- |
| Arany | Franz Klammer                 | Alpesisí | Férfi lesiklás |
| Arany | Karl Schnabl                  | Síugrás  | Nagysánc       |
| Ezüst | Brigitte Totschnig            | Alpesisí | Női lesiklás   |
| Ezüst | Toni Innauer                  | Síugrás  | Nagysánc       |
| Bronz | Karl Schnabl                  | Síugrás  | Normálsánc     |
| Bronz | Rudolf Schmid Franz Schachner | Szánkó   | Kettes         |

## Alpesisí
Férfi
| Versenyző         | Versenyszám      | 1. futam      | 1. futam      | 2. futam      | 2. futam      | Összesítés    | Összesítés    |
| Versenyző         | Versenyszám      | Idő           | Hely.         | Idő           | Hely.         | Idő           | Helyezés      |
| ----------------- | ---------------- | ------------- | ------------- | ------------- | ------------- | ------------- | ------------- |
| Klaus Eberhard    | Lesiklás         |               |               |               |               | 1:48,45       | 19.           |
| Thomas Hauser     | Óriás-műlesiklás | nem ért célba | nem ért célba | kiesett       | kiesett       | kiesett       | kiesett       |
| Hansi Hinterseer  | Óriás-műlesiklás | 1:46,46       | 7.            | 1:47,34       | 19.           | 3:33,80       | 14.           |
| Hansi Hinterseer  | Műlesiklás       | nem ért célba | nem ért célba | kiesett       | kiesett       | kiesett       | kiesett       |
| Franz Klammer     | Lesiklás         |               |               |               |               | 1:45,73       |               |
| Franz Klammer     | Óriás-műlesiklás | nem ért célba | nem ért célba | kiesett       | kiesett       | kiesett       | kiesett       |
| Alois Morgenstern | Óriás-műlesiklás | 1:48,33       | 18.           | nem ért célba | nem ért célba | kiesett       | kiesett       |
| Alois Morgenstern | Műlesiklás       | 1:01,61       | 7.            | 1:05,57       | 8.            | 2:07,18       | 7.            |
| Anton Steiner     | Lesiklás         |               |               |               |               | nem ért célba | nem ért célba |
| Anton Steiner     | Műlesiklás       | 1:06,02       | 27.           | 1:08,88       | 21.           | 2:14,90       | 22.           |
| Sepp Walcher      | Lesiklás         |               |               |               |               | 1:47,45       | 9.            |

Női
| Versenyző          | Versenyszám      | 1. futam       | 1. futam       | 2. futam         | 2. futam         | Összesítés | Összesítés |
| Versenyző          | Versenyszám      | Idő            | Hely.          | Idő              | Hely.            | Idő        | Helyezés   |
| ------------------ | ---------------- | -------------- | -------------- | ---------------- | ---------------- | ---------- | ---------- |
| Monika Kaserer     | Lesiklás         |                |                |                  |                  | 1:48,81    | 9.         |
| Monika Kaserer     | Óriás-műlesiklás |                |                |                  |                  | 1:30,49    | 6.         |
| Monika Kaserer     | Műlesiklás       | nem ért célba  | nem ért célba  | kiesett          | kiesett          | kiesett    | kiesett    |
| Irmgard Lukasser   | Lesiklás         |                |                |                  |                  | 1:49,18    | 12.        |
| Irmgard Lukasser   | Óriás-műlesiklás |                |                |                  |                  | 1:35,38    | 29.        |
| Regina Sackl       | Óriás-műlesiklás |                |                |                  |                  | 1:31,78    | 19.        |
| Regina Sackl       | Műlesiklás       | nem ért célba  | nem ért célba  | kiesett          | kiesett          | kiesett    | kiesett    |
| Nicola Spieß       | Lesiklás         |                |                |                  |                  | 1:47,71    | 4.         |
| Nicola Spieß       | Műlesiklás       | idő nem ismert | idő nem ismert | nem állt rajthoz | nem állt rajthoz | kiesett    | kiesett    |
| Brigitte Totschnig | Lesiklás         |                |                |                  |                  | 1:46,68    |            |
| Brigitte Totschnig | Óriás-műlesiklás |                |                |                  |                  | 1:31,48    | 16.        |
| Brigitte Totschnig | Műlesiklás       | 49,17          | 14.*           | nem ért célba    | nem ért célba    | kiesett    | kiesett    |

* - egy másik versenyzővel azonos eredményt ért el

## Biatlon

### 20 km egyéni indításos
A célpont egy külső és egy belső körből állt. A külső körön kívüli találat 2 perc, a külső kör találata 1 perc büntetőidőt jelentett.
| Versenyző         | Eredmény   | Helyezés | Büntetőperc | Végső eredmény | Helyezés |
| ----------------- | ---------- | -------- | ----------- | -------------- | -------- |
| Alfred Eder       | 1:14:42,52 | 10.      | 8           | 1:22:42,52     | 21.      |
| Franz-Josef Weber | 1:16:14,92 | 21.      | 10          | 1:26:14,92     | 37.      |
| Klaus Farbmacher  | 1:20:31,07 | 45.      | 16          | 1:36:31,07     | 49.      |

### 4 × 7,5 km váltó
A lövéseket követően a lövőhibák számának megfelelő mennyiségű 200 m-es büntetőkört kellett teljesíteni a versenyzőknek.
| Versenyző                                                  | Eredmény   | Lövőhiba | Helyezés |
| ---------------------------------------------------------- | ---------- | -------- | -------- |
| Franz-Josef Weber Alfred Eder Klaus Farbmacher Josef Hones | 2:18:06,78 | 11       | 15.      |

## Bob
| Versenyző                                                            | Versenyszám | 1. futam | 1. futam | 2. futam | 2. futam | 3. futam | 3. futam | 4. futam | 4. futam | Összesítés | Összesítés |
| Versenyző                                                            | Versenyszám | Idő      | Hely.    | Idő      | Hely.    | Idő      | Hely.    | Idő      | Hely.    | Idő        | Helyezés   |
| -------------------------------------------------------------------- | ----------- | -------- | -------- | -------- | -------- | -------- | -------- | -------- | -------- | ---------- | ---------- |
| Fritz Sperling Andreas Schwab                                        | Kettes      | 56,06    | 1.       | 56,19    | 2.       | 56,73    | 6.       | 56,76    | 7.       | 3:45,74    | 4.         |
| Dieter Delle Karth Franz Köfel                                       | Kettes      | 56,52    | 6.       | 56,76    | 7.       | 56,47    | 4.       | 56,62    | 5.       | 3:46,37    | 6.         |
| Werner Delle Karth Heinz Krenn/Andreas Schwab× Otto Breg Franz Köfel | Négyes      | 54,66    | 2.       | 55,80    | 10.*     | 56,10    | 7.       | 55,65    | 6.       | 3:43,21    | 6.         |
| Fritz Sperling Kurt Oberhöller Gerd Zaunschirm Dieter Gehmacher      | Négyes      | 55,51    | 8.       | 55,62    | 8.       | 56,05    | 6.       | 56,61    | 5.       | 3:43,79    | 7.         |

* - egy másik csapattal azonos idővel végzett a futamban a 10. helyen

× - a második futam után Heinz Krenn helyett Andreas Schwab ült a bobban

## Északi összetett
A három ugrás közül a két legjobb pontszámát adták össze. A sífutás végén 1 perces időkülönbség 9 pontnak felelt meg.
| Versenyző  | Normálsánc | Normálsánc | Normálsánc | Normálsánc | Normálsánc | Normálsánc | Normálsánc | Normálsánc | 15 km sífutás | 15 km sífutás | 15 km sífutás | Összesítés | Összesítés |
| Versenyző  | 1. ugrás   | 1. ugrás   | 2. ugrás   | 2. ugrás   | 3. ugrás   | 3. ugrás   | Össz.      | Össz.      | 15 km sífutás | 15 km sífutás | 15 km sífutás | Összesítés | Összesítés |
| Versenyző  | Pont       | Hely.      | Pont       | Hely.      | Pont       | Hely.      | Pont       | Hely.      | Idő           | Pont          | Hely.         | Pont       | Helyezés   |
| ---------- | ---------- | ---------- | ---------- | ---------- | ---------- | ---------- | ---------- | ---------- | ------------- | ------------- | ------------- | ---------- | ---------- |
| Fritz Koch | 93,2       | 18.        | 95,2       | 12.*       | 93,9       | 22.        | 189,1      | 22.        | 53:04,73      | 174,52        | 28.           | 363,62     | 26.        |

* - egy másik versenyzővel azonos eredményt ért el

## Gyorskorcsolya
Férfi
| Versenyző         | Versenyszám | Eredmény | Helyezés |
| ----------------- | ----------- | -------- | -------- |
| Hubert Gundolf    | 5000 m      | 8:29,34  | 29.      |
| Hubert Gundolf    | 10 000 m    | 17:52,43 | 20.      |
| Ludwig Kronfuß    | 1500 m      | 2:11,17  | 26.      |
| Ludwig Kronfuß    | 5000 m      | 8:19,72  | 27.      |
| Berend Schabus    | 500 m       | 42,33    | 26.      |
| Berend Schabus    | 1000 m      | 1:26,50  | 25.      |
| Berend Schabus    | 1500 m      | 2:15,41  | 29.      |
| Heinz Steinberger | 500 m       | 43,28    | 27.      |

## Jégkorong
| Osztrák férfi jégkorongcsapat-játékoskeret                                                       | Osztrák férfi jégkorongcsapat-játékoskeret                                                           | Osztrák férfi jégkorongcsapat-játékoskeret                                                          |
| ------------------------------------------------------------------------------------------------ | --- | --------------------------------------------------------------------------------------------------- |
| - Daniel Gritsch - Gerhard Hausner - Michael Herzog - Rudolf König - Sepp Kriechbaum - Max Moser | - Herbert Mörtl - Günter Oberhuber - Herbert Pöck - Josef Puschnig - Othmar Russ - Alexander Sadjina | - Franz Schilcher - Walter Schneider - Johann Schuller - Josef Schwitzer - Franz Voves - Peter Zini |

### Eredmények
Selejtező
| 1976. február 3. 20:00 | Szovjetunió (URS) | 16 – 3 (4–0, 8–2, 4–1) | Ausztria | Innsbruck, Ausztria |

|  |  |  |  |  |
|  |  |  |  |  |
|  |  |  |  |  |
|  |  |  |  |  |

A 7–12. helyért
| 1976. február 5. 20:00 | Ausztria (AUT) | 6 – 2 (1–1, 3–0, 2–1) | Bulgária | Innsbruck, Ausztria |

|  |  |  |  |  |
|  |  |  |  |  |
|  |  |  |  |  |
|  |  |  |  |  |

| 1976. február 7. 20:00 | Ausztria (AUT) | 3 – 2 (1–1, 2–0, 0–1) | Japán | Innsbruck, Ausztria |

|  |  |  |  |  |
|  |  |  |  |  |
|  |  |  |  |  |
|  |  |  |  |  |

| 1976. február 9. 20:00 | Románia (ROU) | 4 – 3 (1–2, 0–0, 3–1) | Ausztria | Innsbruck, Ausztria |

|  |  |  |  |  |
|  |  |  |  |  |
|  |  |  |  |  |
|  |  |  |  |  |

| 1976. február 11. 20:00 | Svájc (SUI) | 5 – 3 (1–1, 3–2, 1–0) | Ausztria | Innsbruck, Ausztria |

|  |  |  |  |  |
|  |  |  |  |  |
|  |  |  |  |  |
|  |  |  |  |  |

| 1976. február 13. 20:00 | Ausztria (AUT) | 3 – 1 (0–0, 2–0, 1–1) | Jugoszlávia | Innsbruck, Ausztria |

|  |  |  |  |  |
|  |  |  |  |  |
|  |  |  |  |  |
|  |  |  |  |  |

Végeredmény
| Csapat      | M | Gy | D | V | G+ | G– | Gk  | P |
| ----------- | - | -- | - | - | -- | -- | --- | - |
| Románia     | 5 | 4  | 0 | 1 | 23 | 15 | +8  | 8 |
| Ausztria    | 5 | 3  | 0 | 2 | 18 | 14 | +4  | 6 |
| Japán       | 5 | 3  | 0 | 2 | 20 | 18 | +2  | 6 |
| Jugoszlávia | 5 | 3  | 0 | 2 | 22 | 19 | +3  | 6 |
| Svájc       | 5 | 2  | 0 | 3 | 24 | 22 | +2  | 4 |
| Bulgária    | 5 | 0  | 0 | 5 | 19 | 38 | –19 | 0 |

- A 8–10. helyről az egymás elleni mérkőzéseken elért eredmények döntöttek:

Ausztria – Japán 3–2
Jugoszlávia – Japán 3–4
Ausztria – Jugoszlávia 3–1
| Csapat      | M | Gy | D | V | G+ | G– | P |
| ----------- | - | -- | - | - | -- | -- | - |
| Ausztria    | 2 | 2  | 0 | 0 | 6  | 3  | 4 |
| Japán       | 2 | 1  | 0 | 1 | 6  | 6  | 2 |
| Jugoszlávia | 2 | 0  | 0 | 2 | 4  | 7  | 0 |

| Csapat   | Helyezés |
| -------- | -------- |
| Ausztria | 8.       |

## Műkorcsolya
| Versenyző                  | Versenyszám  | Kötelező elemek   | Kötelező elemek | Rövid program     | Rövid program | Kűr               | Kűr     | Összesítés                     | Összesítés                     | Összesítés                     | Összesítés                     | Összesítés                     | Összesítés                     | Összesítés                     | Összesítés                     | Összesítés                     | Összesítés        | Összesítés        | Összesítés  | Összesítés | Összesítés |
| Versenyző                  | Versenyszám  | Kötelező elemek   | Kötelező elemek | Rövid program     | Rövid program | Kűr               | Kűr     | Helyezési pontszámok bírónként | Helyezési pontszámok bírónként | Helyezési pontszámok bírónként | Helyezési pontszámok bírónként | Helyezési pontszámok bírónként | Helyezési pontszámok bírónként | Helyezési pontszámok bírónként | Helyezési pontszámok bírónként | Helyezési pontszámok bírónként | Több. hely. száma | Több. hely. össz. | Hely. össz. | Pont       | Helyezés   |
| Versenyző                  | Versenyszám  | Több. hely. száma | Hely.           | Több. hely. száma | Hely.         | Több. hely. száma | Hely.   | 1                              | 2                              | 3                              | 4                              | 5                              | 6                              | 7                              | 8                              | 9                              | Több. hely. száma | Több. hely. össz. | Hely. össz. | Pont       | Helyezés   |
| -------------------------- | ------------ | ----------------- | --------------- | ----------------- | ------------- | ----------------- | ------- | ------------------------------ | ------------------------------ | ------------------------------ | ------------------------------ | ------------------------------ | ------------------------------ | ------------------------------ | ------------------------------ | ------------------------------ | ----------------- | ----------------- | ----------- | ---------- | ---------- |
| Ronald Koppelent           | Férfi egyéni | 5×15+             | 15.             | nem indult        | nem indult    | kiesett           | kiesett | kiesett                        | kiesett                        | kiesett                        | kiesett                        | kiesett                        | kiesett                        | kiesett                        | kiesett                        | kiesett                        | kiesett           | kiesett           | kiesett     | kiesett    | kiesett    |
| Claudia Kristofics-Binder  | Női egyéni   | 7×16+             | 15.             | 6×18+             | 18.           | 5×16+             | 16.     | 17,0                           | 17,0                           | 16,0                           | 18,0                           | 17,0                           | 17,0                           | 17,0                           | 15,0                           | 15,0                           | 8×17+             | 131,0             | 149,0       | 162,88     | 16.        |
| Ursula Nemec Michael Nemec | Páros        |                   |                 | 7×12+             | 12.           | 5×10+             | 10.     | 10,0                           | 10,0                           | 10,0                           | 10,0                           | 10,0                           | 14,0                           | 10,0                           | 12,0                           | 10,0                           | 7×10+             | 70,0              | 96,0        | 121,30     | 10.        |

| Versenyző                          | Versenyszám | Kötelező táncok   | Kötelező táncok | Eredeti (original) tánc | Eredeti (original) tánc | Kűr               | Kűr        | Összesítés                     | Összesítés                     | Összesítés                     | Összesítés                     | Összesítés                     | Összesítés                     | Összesítés                     | Összesítés                     | Összesítés                     | Összesítés        | Összesítés        | Összesítés  | Összesítés | Összesítés |
| Versenyző                          | Versenyszám | Kötelező táncok   | Kötelező táncok | Eredeti (original) tánc | Eredeti (original) tánc | Kűr               | Kűr        | Helyezési pontszámok bírónként | Helyezési pontszámok bírónként | Helyezési pontszámok bírónként | Helyezési pontszámok bírónként | Helyezési pontszámok bírónként | Helyezési pontszámok bírónként | Helyezési pontszámok bírónként | Helyezési pontszámok bírónként | Helyezési pontszámok bírónként | Több. hely. száma | Több. hely. össz. | Hely. össz. | Pont       | Helyezés   |
| Versenyző                          | Versenyszám | Több. hely. száma | Hely.           | Több. hely. száma       | Hely.                   | Több. hely. száma | Hely.      | 1                              | 2                              | 3                              | 4                              | 5                              | 6                              | 7                              | 8                              | 9                              | Több. hely. száma | Több. hely. össz. | Hely. össz. | Pont       | Helyezés   |
| ---------------------------------- | ----------- | ----------------- | --------------- | ----------------------- | ----------------------- | ----------------- | ---------- | ------------------------------ | ------------------------------ | ------------------------------ | ------------------------------ | ------------------------------ | ------------------------------ | ------------------------------ | ------------------------------ | ------------------------------ | ----------------- | ----------------- | ----------- | ---------- | ---------- |
| Susi Handschmann Peter Handschmann | Jégtánc     | 6×13+             | 13.             | 5×12+                   | 13.                     | nem indult        | nem indult | kiesett                        | kiesett                        | kiesett                        | kiesett                        | kiesett                        | kiesett                        | kiesett                        | kiesett                        | kiesett                        | kiesett           | kiesett           | kiesett     | kiesett    | kiesett    |

## Sífutás
Férfi
| Versenyző                                                  | Versenyszám     | Eredmény   | Helyezés |
| ---------------------------------------------------------- | --------------- | ---------- | -------- |
| Reinhold Feichter                                          | 30 km           | 1:37:43,73 | 39.      |
| Reinhold Feichter                                          | 50 km           | 2:50:53,00 | 35.      |
| Franz Gattermann                                           | 30 km           | 1:43:04,88 | 58.      |
| Rudolf Horn                                                | 15 km           | 48:10,52   | 42.      |
| Josef Vogel                                                | 15 km           | 48:42,32   | 48.      |
| Werner Vogel                                               | 15 km           | 48:17,47   | 43.      |
| Werner Vogel                                               | 30 km           | 1:40:16,10 | 51.      |
| Werner Vogel                                               | 50 km           | 2:47:05,63 | 26.      |
| Herbert Wachter                                            | 15 km           | 46:46,39   | 19.      |
| Herbert Wachter                                            | 30 km           | 1:36:28,48 | 32.      |
| Herbert Wachter                                            | 50 km           | 2:46:40,25 | 24.      |
| Heinrich Wallner                                           | 50 km           | 3:03:58,19 | 43.      |
| Rudolf Horn Reinhold Feichter Werner Vogel Herbert Wachter | 4 × 10 km váltó | 2:12:22,80 | 8.       |

Női
| Versenyző         | Versenyszám | Eredmény | Helyezés |
| ----------------- | ----------- | -------- | -------- |
| Gertrud Gasteiger | 5 km        | 20:14,94 | 41.      |
| Gertrud Gasteiger | 10 km       | 37:35,77 | 44.      |
| Sylvia Schweiger  | 5 km        | 20:17,43 | 42.      |
| Sylvia Schweiger  | 10 km       | 36:32,93 | 41.      |
| Barbara Stöckl    | 5 km        | 18:49,16 | 38.      |
| Barbara Stöckl    | 10 km       | 35:28,99 | 40.      |

## Síugrás
Férfi
| Versenyző        | Versenyszám | 1. ugrás | 1. ugrás | 2. ugrás | 2. ugrás | Összesítés | Összesítés |
| Versenyző        | Versenyszám | Pont     | Hely.    | Pont     | Hely.    | Pont       | Helyezés   |
| ---------------- | ----------- | -------- | -------- | -------- | -------- | ---------- | ---------- |
| Reinhold Bachler | Normálsánc  | 118,1    | 8.       | 119,1    | 6.       | 237,2      | 6.         |
| Reinhold Bachler | Nagysánc    | 111,5    | 4.       | 105,9    | 7.       | 217,4      | 5.         |
| Toni Innauer     | Normálsánc  | 115,6    | 12.      | 117,9    | 7.       | 233,5      | 7.*        |
| Toni Innauer     | Nagysánc    | 126,5    | 1.       | 106,4    | 6.       | 232,9      |            |
| Karl Schnabl     | Normálsánc  | 121,8    | 3.       | 120,2    | 4.       | 242,0      |            |
| Karl Schnabl     | Nagysánc    | 117,5    | 3.       | 117,3    | 1.*      | 234,8      |            |
| Hans Wallner     | Nagysánc    | 109,4    | 7.       | 107,5    | 4.       | 216,9      | 6.         |
| Rudi Wanner      | Normálsánc  | 116,5    | 10.*     | 117,0    | 8.       | 233,5      | 7.*        |

* - egy másik versenyzővel azonos eredményt ért el

## Szánkó
| Versenyző                          | Versenyszám | 1. futam | 1. futam | 2. futam | 2. futam | 3. futam | 3. futam | 4. futam | 4. futam | Összesítés | Összesítés |
| Versenyző                          | Versenyszám | Idő      | Hely.    | Idő      | Hely.    | Idő      | Hely.    | Idő      | Hely.    | Idő        | Helyezés   |
| ---------------------------------- | ----------- | -------- | -------- | -------- | -------- | -------- | -------- | -------- | -------- | ---------- | ---------- |
| Manfred Schmid                     | Férfi egyes | 52,973   | 8.       | 52,073   | 3.       | 52,113   | 5.       | 52,352   | 6.*      | 3:29,511   | 5.         |
| Reinhold Sulzbacher                | Férfi egyes | 53,137   | 10.      | 52,491   | 7.       | 52,204   | 6.       | 52,566   | 8.       | 3:30,398   | 7.         |
| Rudolf Schmid                      | Férfi egyes | 52,933   | 7.       | 53,806   | 15.      | 52,361   | 8.       | 52,319   | 5.       | 3:31,419   | 9.         |
| Antonia Mayr                       | Női egyes   | 42,949   | 4.       | 42,812   | 6.       | 42,633   | 5.       | 42,966   | 6.       | 2:51,360   | 5.         |
| Margit Graf                        | Női egyes   | 43,094   | 6.       | 42,790   | 5.       | 42,555   | 4.       | 43,020   | 8.       | 2:51,459   | 6.         |
| Angelika Schafferer                | Női egyes   | 43,444   | 8.       | 43,007   | 9.       | 42,793   | 8.       | 43,078   | 9.       | 2:52,322   | 8.         |
| Rudolf Schmid Franz Schachner      | Kettes      | 42,997   | 3.       | 42,922   | 2.       |          |          |          |          | 1:25,919   |            |
| Manfred Schmid Reinhold Sulzbacher | Kettes      | 43,035   | 4.       | 43,389   | 6.       |          |          |          |          | 1:26,424   | 5.         |

* - egy másik versenyzővel azonos eredményt ért el